# R-330Ż Żytiel
R-330Ż Żytiel (ros. Р-330Ж Житель) – rosyjski system walki elektronicznej służący do zagłuszania naziemnych i powietrznych stacji łączności oraz nawigacji satelitarnej, wywodzący się z rodziny R-330.

## Opis
System został opracowany przez Przedsiębiorstwo Naukowo-Inwestycyjne „Protek” SA (Акционерное Общество Научно-Внедренческое Предприятие „Протек”) z Woroneża, został przyjęty na wyposażenie wojska rosyjskiego 21 stycznia 2008 r. Jest przeznaczony do automatycznego wykrywania, namierzania i analizy źródeł emisji radiowej w zakresie swych częstotliwości roboczych oraz ich zagłuszania. Może pracować zarówno autonomicznie, w parze z RB-301B Borisoglebsk-2, jak i pod kierownictwem zautomatyzowanego systemu walki elektronicznej R-330KMK Diabazol. W trybie automatycznym może przekazywać dane z rozpoznania jednostkom z którymi współpracuje. Służy do zagłuszania systemów łączności satelitarnej Inmarsat i Iridium, system nawigacji satelitarnej GPS–NAVSTAR oraz stacji bazowych systemu łączności komórkowej GSM 900/GSM 1800. Wdrażanie nowego systemu do służby rozpoczęto od 18 Brygady Strzelców Zmotoryzowanych, otrzymała go również 3 Dywizja Strzelców Zmotoryzowanych Gwardii stacjonująca w obwodzie biełgorodzkim.

## Dane techniczne
System jest zamontowany na podwoziu ciężarówki Urał 43203 lub KamAZ-43114. Cztery anteny i generator prądu znajdują się na ciągniętej przez nią przyczepie. Przejście do pozycji bojowej zajmuje obsłudze 40 minut, powrót do pozycji marszowej 20 min. Anteny są podnoszone ręcznie z użyciem wyciągarek mechanicznych. Wymaga zasilania prądem 220/380 V o częstotliwości 50 Hz. W trybie rozpoznania pracuje na częstotliwościach w zakresie 100–2000 MHz, natomiast zagłuszanie może prowadzić na częstotliwościach 800–960; 1227,6; 1575,42; 1500–1700 i 1700–1900 MHz. Szybkość skanowania pasma częstotliwości w trybie wykrywania wynosi 800 MHz/s, w trybie wyszukiwania kierunkowego jest to nie mniej niż 400 MHz/s. System nie ma możliwości selekcji i zagłuszania wybranych nadajników, zagłuszane są wszystkie urządzenia pracujące w jego zasięgu. Przed włączeniem nadajników sygnał ostrzegawczy jest rozsyłany do własnych jednostek stacjonujących w pobliżu. Sygnał, który pozwala na ponowne wykorzystanie własnych radiostacji, jest przesyłany przez systemy łączności przewodowej lub komunikatory.
System ma możliwość zagłuszania naziemnych celów w promieniu 20–25 kilometrów, w przypadku urządzeń znajdujących się na statkach powietrznych zasięg wynosi 50 km. Jednocześnie może pracować na dwunastu pasmach. Za pomocą systemu można zwalczać bezzałogowe statki powietrzne i pociski manewrujące. Maksymalny błąd namiaru kierunkowego na wytypowane urządzenie wynosi 2°. Obsługa w czasie pokoju liczy trzech żołnierzy, w czasie wojny jest zwiększana do czterech. Generator elektryczny znajdujący się na wyposażeniu stacji zapewnia jej autonomiczną pracę przez 1600 godzin. W sytuacji awaryjnej praca systemu może być zasilana z akumulatorów o napięciu 24 V.

## Użycie bojowe
System używany podczas walk na Ukrainie od 2014 roku. Obecny także w kontyngencie wojskowym Rosji w Syrii m.in. w 2019 r., na terenie lotniska w Aleppo. Urządzenie zakłócało m.in. Sentry i Hawkeye. 
System został również użyty podczas pełnoskalowej agresji Rosji na Ukrainę. Część zakłócarek została zniszczona przez Ukraińców.